# Bhonsle

Pendão do Império Maratha.

Bhonsle, também alternativamente grafado Bhonsla, Bhosale ou Bounsoló (na historiografia portuguesa), é um proeminente clã da aristocracia Maratha que assumiu funções reinantes em diversas regiões do oeste do subcontinente indiano. O mais conhecido membro da dinastia é Shivaji, o fundador do Império Marata, cujos sucessores reinaram como marajás de Satara. Outras linhas da família estabeleceram-se no século XVIII como rajás de Nagpur e de Kolhapur, no território que actualmente forma o Estado de Maharashtra.